# Tremplin Paul Ausserleitner
Le tremplin Paul Ausserleitner, en allemand Paul-Ausserleitner-Schanze, est un tremplin de saut à ski situé à Bischofshofen en Autriche. 
C'est l'un des tremplins les plus importants de la Coupe du monde de saut à ski. Il accueille chaque année la dernière étape de la Tournée des quatre tremplins.

## Histoire
Il a été baptisé « Paul Ausserleitner » du nom d'un skieur autrichien qui périt lors d'un saut sur ce tremplin en 1952.
Le concours de Bischofshofen, qui a traditionnellement lieu le 6 janvier, jour de l'Épiphanie, est parfois surnommé Concours des Rois.
Le record sur ce tremplin est détenu par le polonais Dawid Kubacki qui a sauté 145 m lors du tournoi des quatre tremplins 2018-2019